# Chiến thuật Parthia

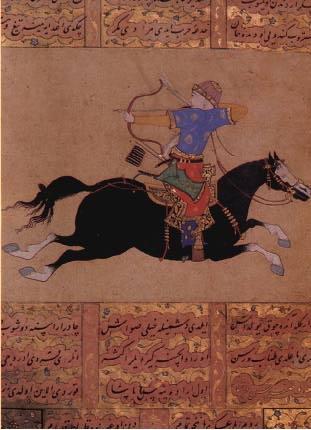
Chiến thuật Parthia

Chiến thuật Parthia, hay chiến thuật người Parthia bắn cung (tiếng Anh: Parthian shot) là chiến thuật kỵ binh hạng nhẹ được sáng tạo và sử dụng bởi quân đội của Đế quốc Parthia. Trong việc rút lui thật sự hay giả vờ, các cung thủ sẽ vừa phi nước đại nhanh nhất có thể vừa bắn cung vào quân thù đang truy đuổi họ. Chiến thuật này đòi hỏi những kỹ năng cưỡi ngựa điêu luyện, vì người cưỡi ngựa vừa phải điều khiển ngựa chạy vừa phải bắn cung. Họ chủ yếu dựa vào sử dụng chân để định hướng đường chạy cho ngựa.

## Lịch sử
Người Parthia đã sử dụng chiến thuật này và đã chiến thắng trước tướng quân La Mã là Marcus Licinius Crassus trong trận Carrhae.
Chiến thuật này cũng được sử dụng bởi những đạo quân chinh phục khác sau này như quân Hồi giáo dưới quyền Muhammad của Ghor trong trận Tarain lần thứ hai năm 1192 chống lại voi chiến Ấn Độ và bộ binh hạng nặng; được sử dụng bởi Alp Arslan trong trận Manzikert năm 1071 chống lại quân Byzantines; và sử dụng bởi Tốc Bất Đài trong trận Legnica năm 1241 chống lại các hiệp sĩ Ba Lan.